# Томаш Гарріг Масарик
То́маш Га́рріг Ма́сарик (чеськ. Tomáš Garrigue Masaryk locally [ˈtomaːʒ ˈɡarɪk ˈmasarɪk]; 7 березня 1850, Годонін, Моравське маркграфство, Австрійська імперія — 14 вересня 1937, Лани, Чехословацька республіка) — чехословацький філософ, політичний і державний діяч, перший президент Чехословаччини (1918—1935).

## Життєпис
Народився у місті Годонін у Моравське маркграфство (у регіоні Моравська Словаччина) в словацько-німецькій родині. Батько — Йозеф Масарик (1823—1907), мати — Тереза Масарикова (Кропачкова) (1813—1887). У своїй першій біографії 1875 року Томаш Масарик написав, що «мати є німкенею». Проте під час Першої світової війни він заявив, що «я чистий словак, без угорської або німецької домішки. Мати говорила краще німецькою, ніж чеською». Наразі це є предметом заперечення з боку чеських націоналістів, які вважають його чехом.. У Чехії також набуває популярності нічим не підтверджена думка, що сам Томаш міг бути позашлюбним сином Австро-Угорського імператора Франца Йосифа І. Прихильники цієї теорії вказують на те, що в м. Годонін є палац Габсбургів, де часто бував імператор. З документів відомо що Франц Йосиф І був у Годоніні в грудні 1849 року, де того часу в палаці Габсбургів працювала на кухні мати Томаша Тереза, але немає ніяких відомостей, чи міг дев'ятнадцятирічний імператор бути тут влітку та чи був він взагалі знайомий з Терезою Масариковою. Чеські науковці сподіваються провести генетичний фінґерпринтинг, який би міг підтвердити чи спростувати цю теорію.
Навчався в академії у Брно, звідки був виключений за суперечку з директором, після чого був прийнятий на навчання в найбільш престижну гімназію у Відні. Одним з його благодійників був шеф віденської поліції Антон Моннієр (нім. Anton von Le Monnier).
1876 року закінчив Віденський університет. Після поділу університету в Празі на німецький і чеський університети (1882) — професор філософії у чеському університеті.
1899 року очолював судовий захист юдея Леопольда Гілснера, звинуваченого в співучасті у вбивстві. А після винесення смертного вироку, «за участь у вбивстві із сексуальних мотивів» і помилування імператором Австро-Угорщини (по 18 роках ув'язнення), через «поганий стан здоров'я», утримував фінансово того Л. Гілснера до його смерті у 1925 році.
У своїй політичній діяльності Масарик пройшов довгу еволюцію від космополіта до національно свідомого лідера. 1890 року приєднався до «молодочеської» партії, а 1900-го заснував Чеську народну партію (так звану Партію реалістів).
Під час Першої світової війни 1914–1918 зайняв антиавстрійську позицію і пов'язував надії та розв'язання чеської проблеми з перемогою Антанти. 1915 року організував Чеський комітет у Парижі, пропонував розв'язати національне питання у Центрально-Східній Європі шляхом надання самостійності народам Австро-Угорської імперії й автономії народам Російської імперії. Обстоював ідею єдності «чесько-словацької нації». 1918 року підписав Декларацію незалежності чехословацького народу тимчасового уряду Чехословаччини і став президентом новоствореної Чехословацької республіки.
1923 року Герберт Гувер, якого незабаром обрали президентом Сполучених Штатів Америки, та Томаш Масарик скликали у Празі перший міжнародний конгрес з менеджменту. Саме тоді низка великих компаній, таких як «Дюпон» і «Дженерал Моторс» у Сполучених Штатах, почали реорганізовуватися на основі нових концепцій менеджменту.
Заслугою Масарика було створення у міжвоєнній Чехословаччині стабільного і дієздатного демократичного ладу. Після його відставки (1935) президентом обрано багаторічного міністра закордонних справ Едварда Бенеша.
Масарик помер 1937 року в замку Лани, за рік до краху створеної ним Першої чехословацької республіки.

## Масарик і Україна
Як депутат австрійського парламенту взяв участь у дебатах довкола польсько-українських відносин у Львові й у великій промові (25 травня 1908 року) виступив на захист прав українців.
Під час свого перебування в Україні (1917–1918) організував легіон із полонених чехів і словаків. Уклав угоду з урядом Української Народної Республіки про екстериторіальний статус легіону. Після укладення Брестського миру анулював цю угоду (легіон зберігав нейтралітет під час радянсько-української війни і виїхав з України на Далекий Схід). Масарик, незважаючи на свої русофільські настрої, виявляв симпатії до українського національного руху. Був знайомий з Іваном Франком. Під час перебування у США (травень — листопад 1918) організував спілку емігрантів, які представляли народи Австро-Угорщини. До його складу увійшли, зокрема, Мирослав Січинський, Лонгин Цегельський  — від українців та Григорій Жаткович від русинів. На підставі угоди з Угро-Русинською Радою в США Закарпаття включено до складу Чехословацької республіки 1919 року.
Ставши президентом Чехословаччини, Масарик підтримував діяльність українських емігрантських груп у Празі та інших містах, допоміг відкрити і забезпечив фінансовою підтримкою празькі Український вільний університет (1921) і Вищий педагогічний інститут імені Драгоманова (1923), Українську господарську академію у Подєбрадах (1922), Українське історично-філологічне товариство (1923). Мав значну популярність серед українців.

### Вшанування пам'яті

Пам'ятники та погруддя
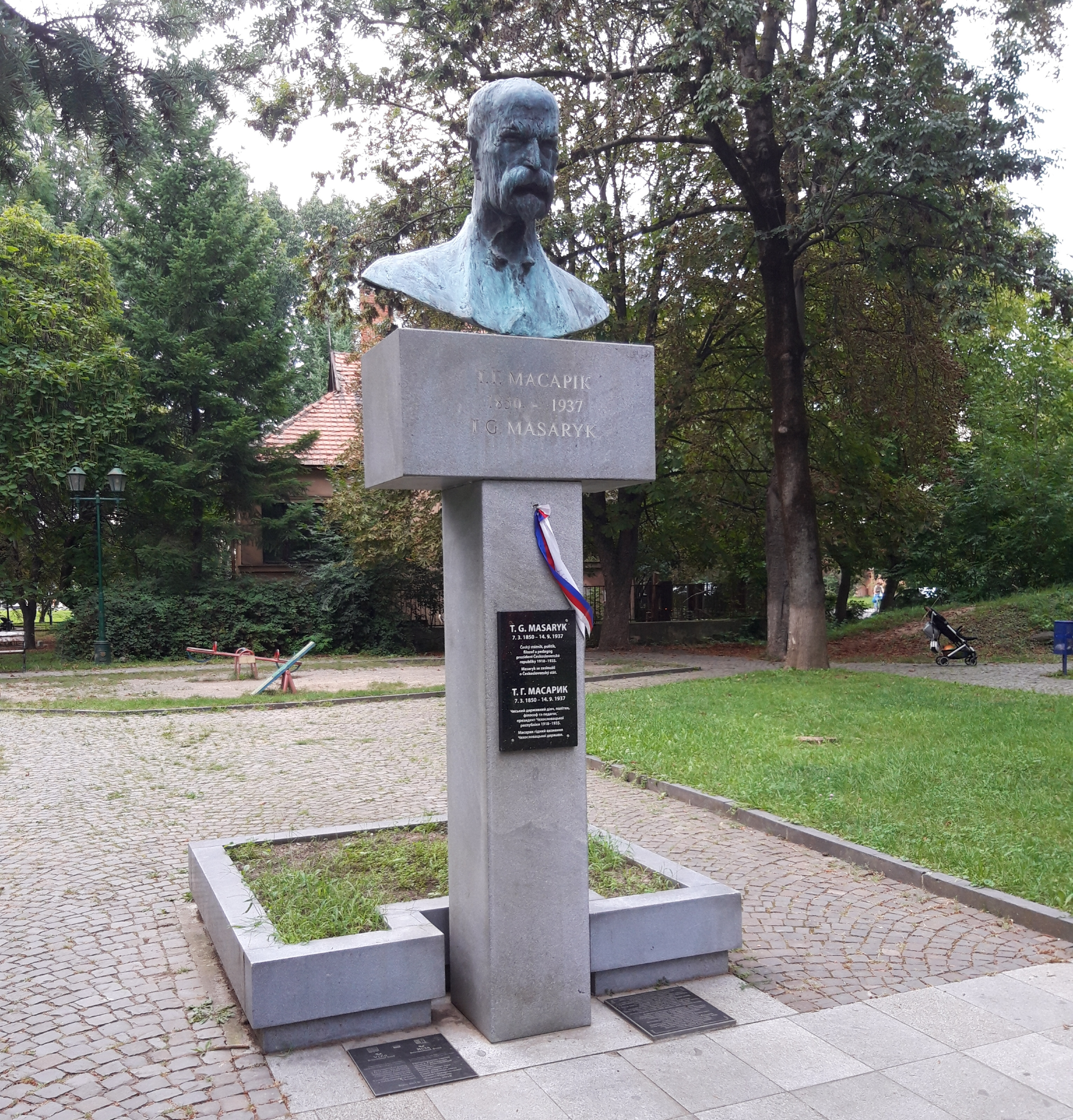
Ужгород
Львів
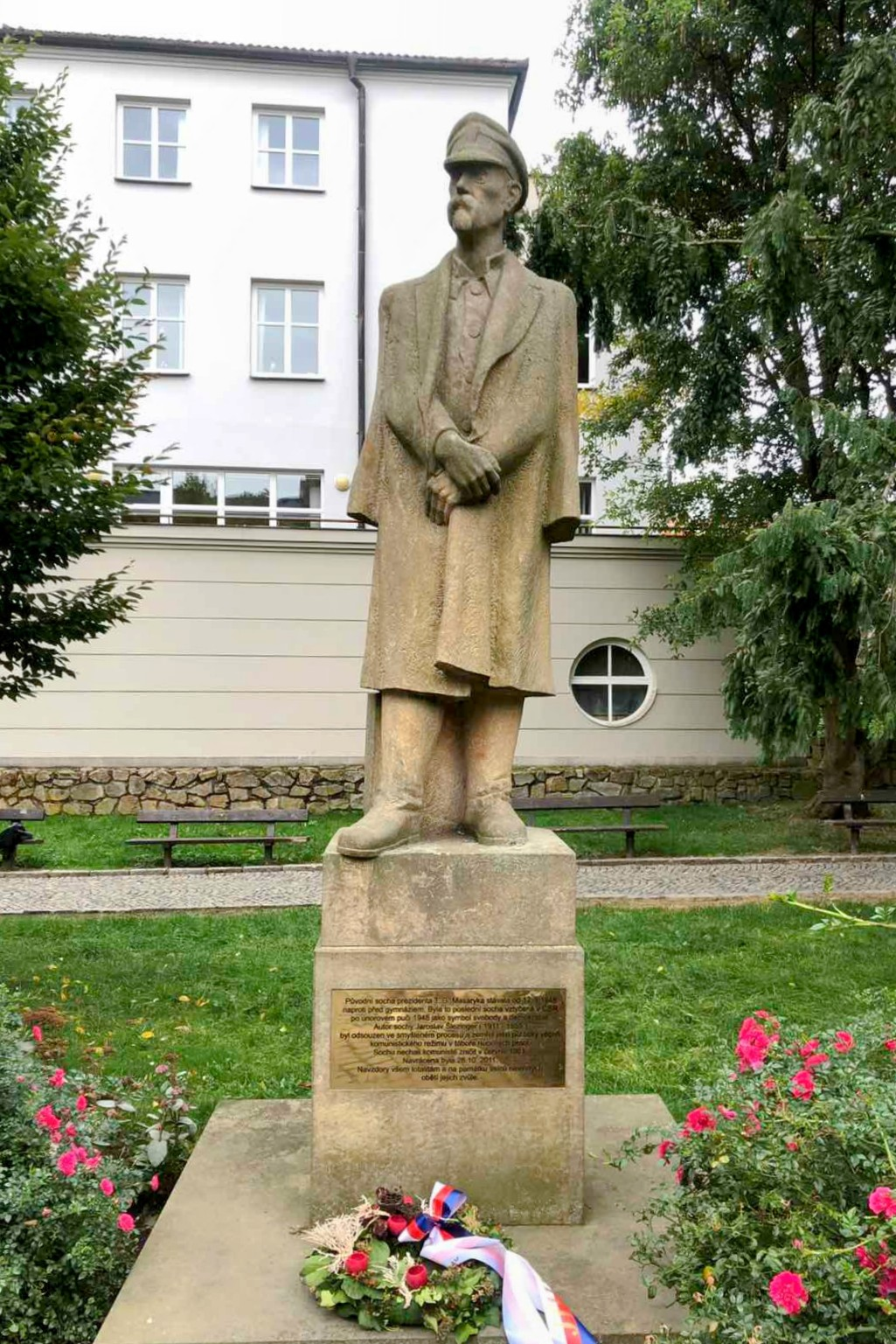
Їглава
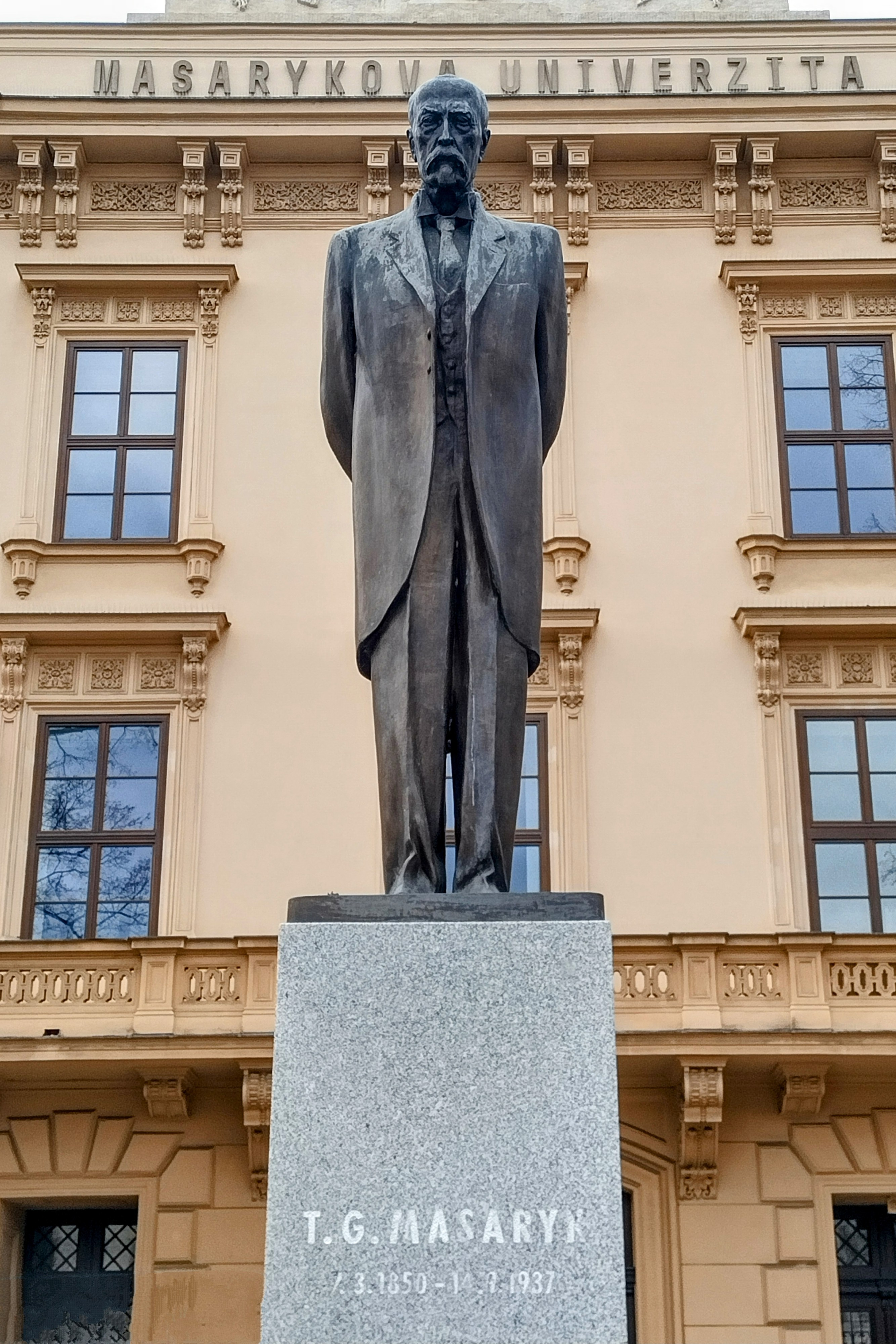
Брно
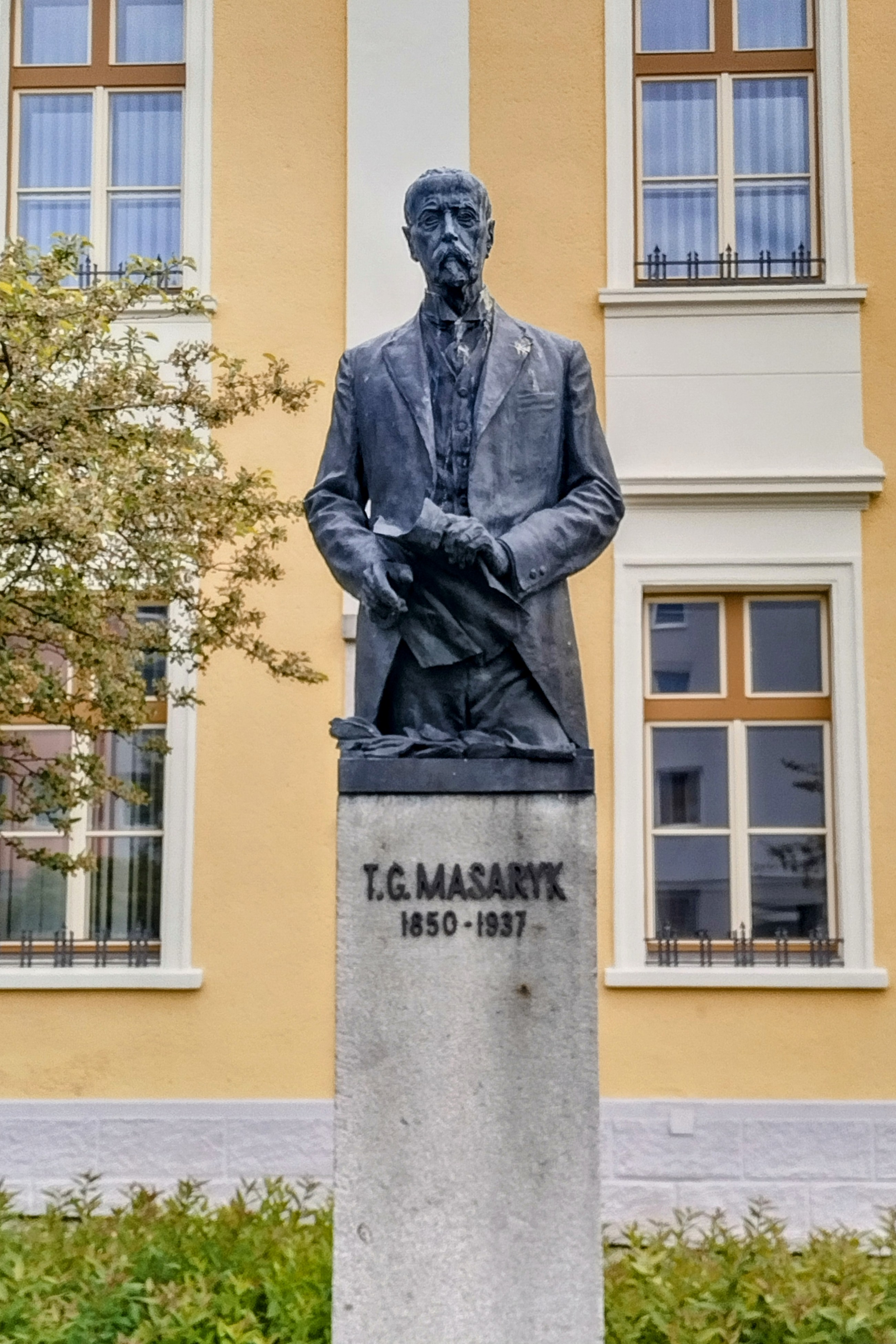
Гавличкув-Брод
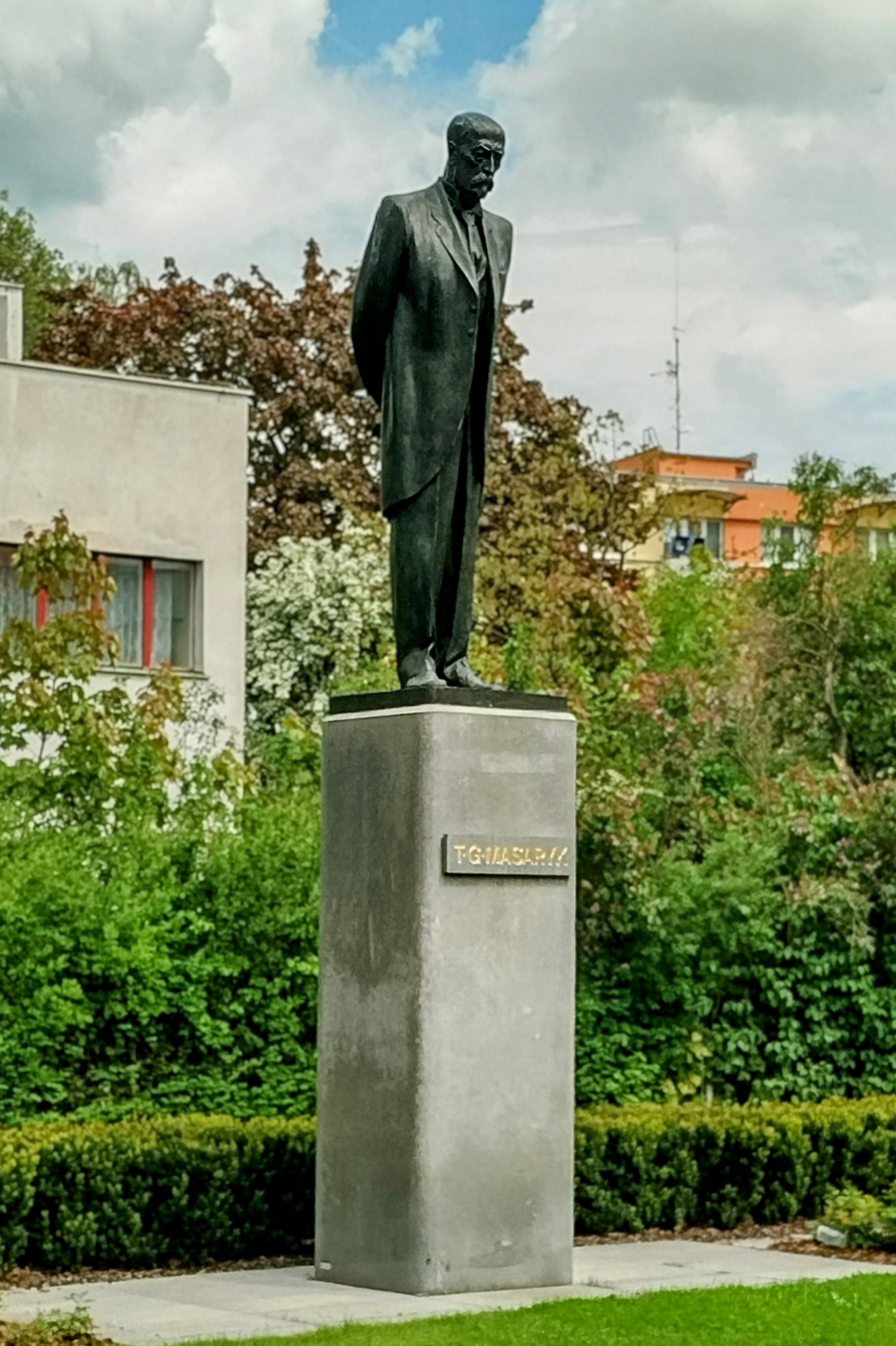
Гумполець
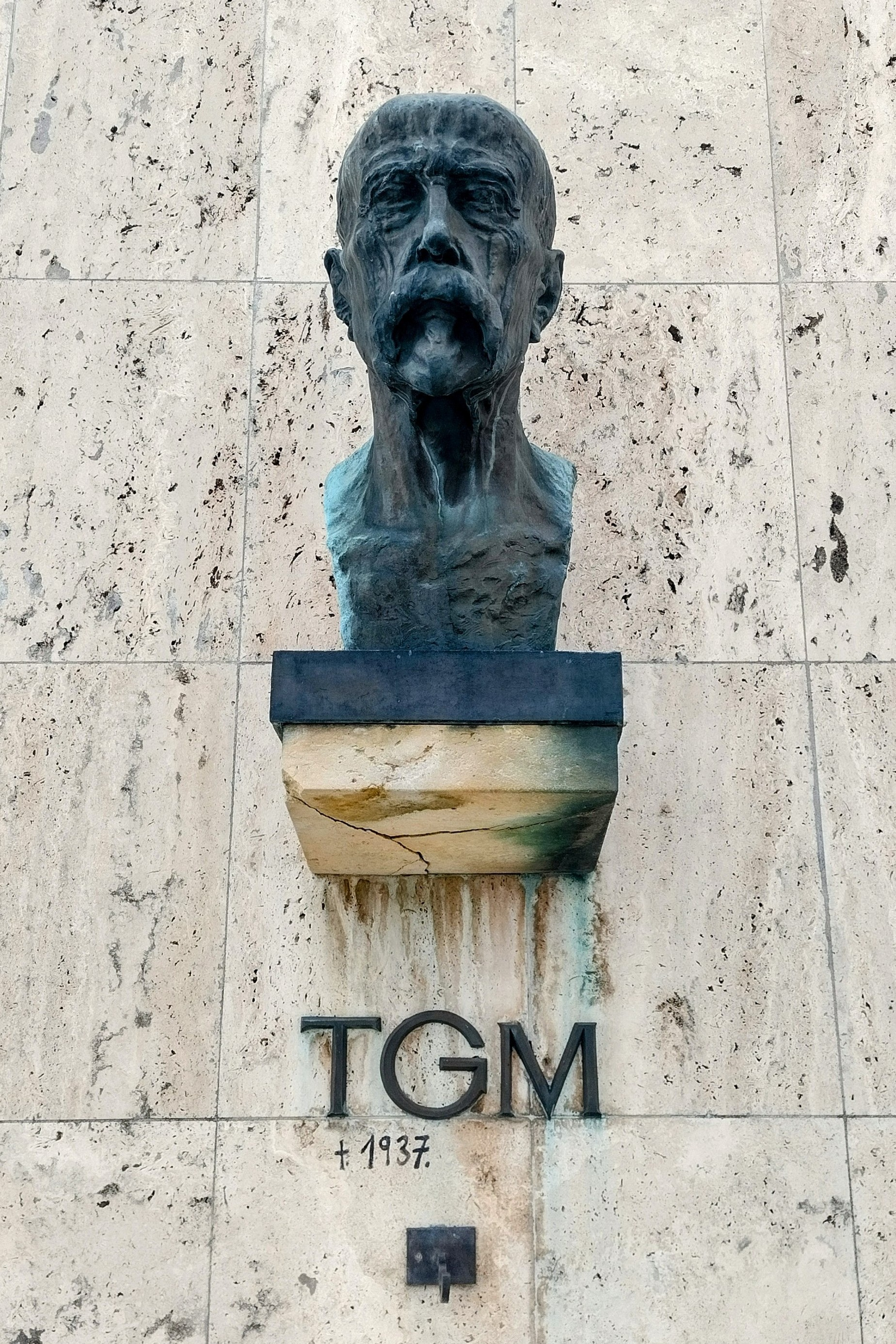
Ждяр-над-Сазавою
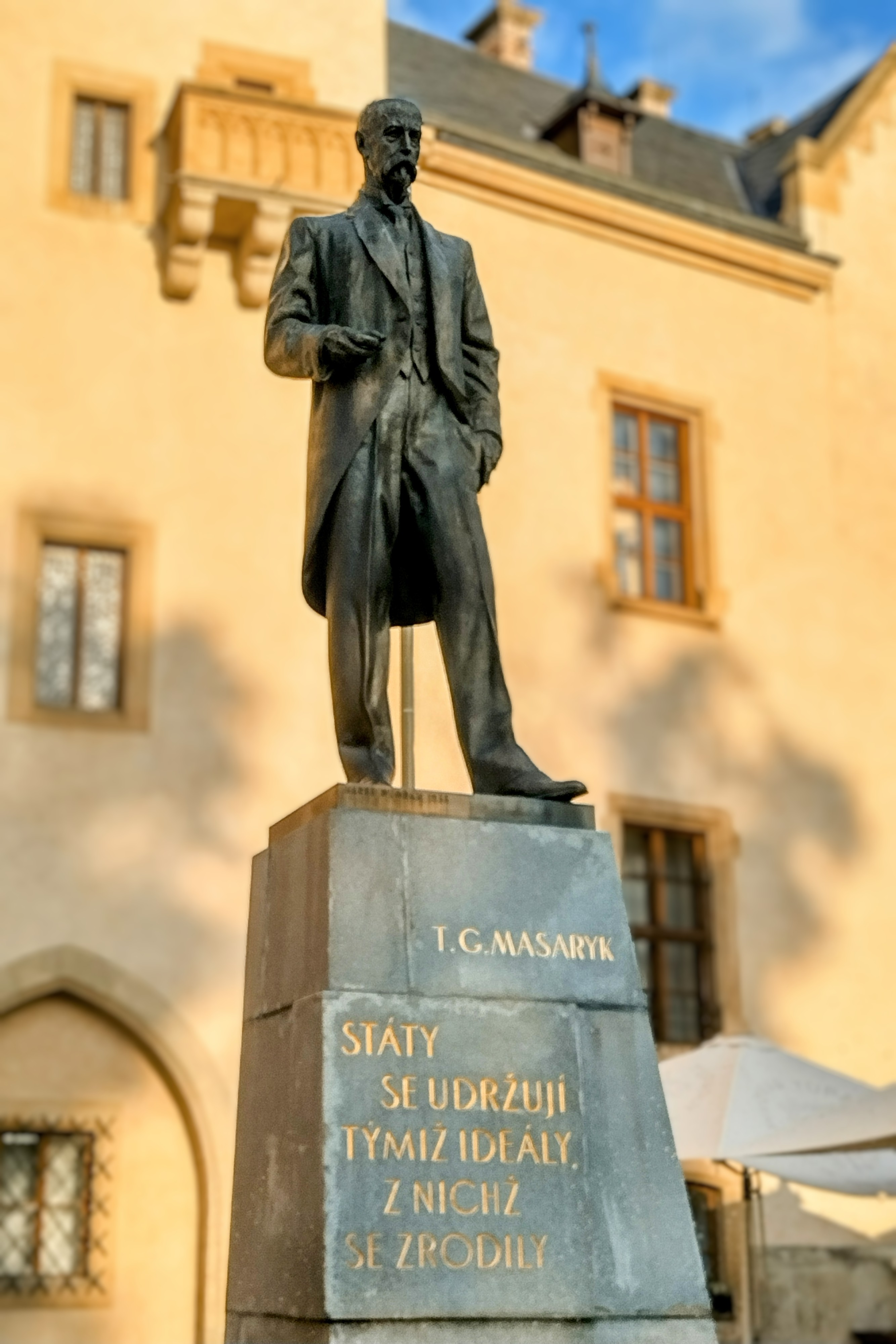
Кутна Гора

- В Ужгороді є погруддя Масарика, на його честь названо вулицю та сквер, стоїть ясен Масарика;
- На його честь названо вулицю у Львові та поставлено стелу з його зображенням;
- Також на фасаді Мукачівського аграрного коледжу, який знаходиться на вулиці Томаша Масарика, є дошка-барельєф на його честь;
- У Мукачево на його честь названо вулицю;
- Вулиця Масарика у місті Тячів;
- У місті Хуст вулицю Пушкіна перейменовано на вулицю Томаша Масарика.
- 21 грудня 2019 відкрита міні-скульптура Масарику біля ЗОШ № 3 міста Ужгород. Школа була збудована саме за його сприяння, та була сотою, ювілейною школою. Вона знаходиться на Набережній Незалежності, у мікрорайоні Галаго, що забудований під час входження сучасного Закарпаття у Чехословаччину. Її автори: скульптор Роман Муркник, та коваль Степан Руснак.[джерело?]   - Пам'ятники та погруддя
  - Ужгород
  - Львів
  - Їглава
  - Брно
  - Гавличкув-Брод
  - Гумполець
  - Ждяр-над-Сазавою
  - Кутна Гора

## Родина
Дружина Масарика, Шарлотта Гарріг, чиє прізвище він узяв як друге ім'я, була американкою. Під час Першої світової війни її було заарештовано за наказом австрійської влади. Їхній син Ян Масарик був міністром закордонних справ чеського емігрантського уряду, загинув після комуністичного перевороту 1948 року за нез'ясованих обставин. У Томаша і Шарлотти було ще четверо дітей.